# Кулакийци
Кулакийци (единствено число кулакиец, кулакийка, на гръцки: Κουλακιώτες, Кулакиотес, Κολακιώτες, Колакиотес) са жителите на град Кулакия (Халастра), Егейска Македония, Гърция. Това е списък на най-известните от тях.

## Родени в Кулакия
А — Б — В — Г — Д —
Е — Ж — З — И — Й —
К — Л — М — Н — О —
П — Р — С — Т — У —
Ф — Х — Ц — Ч — Ш —
Щ — Ю — Я

### А
- Александрос Анагностопулос (Αλέξανδρος Αναγνωστόπουλος), гръцки андартски деец, четник при Г. Петру и Г. Перифанопулос през 1904 година, след това при Петрилус, между 1910 и 1912 година е на турска служба, през 1912 година бяга в Атина, където е назначен за военен ръководител на гръцка част в Ениджевардарско, след войните се установява в Кулакия[1]
- Антониос Парасхос (Αντώνιος Παράσχος), гръцки андартски деец, епитроп на гръцкото училище [2]
- Атанасиос Гусьос (Αθανάσιος Γούσιος), гръцки андартски деец, агент от трети ред, при пренос на писмо за Михаил Анагностакос в Ениджевардарското езеро е заловен от турците и осъден на затвор[3]
- Атанасиос Маргаритис, зограф от XIX век
- Атанасиос Цицис (Αθανάσιος Τσίτσης), гръцки андартски деец, четник при Евангелос Цициридис в Берско, изпълнява и куриерска дейност[4]
- Атанасий Солунски (около 1750 – 1774), светец, пострадал за Християнската вяра

### Г
- Григориос Пасьос (Γρηγόριος Πάσιος), гръцки андартски деец, агент от трети ред, прехвърлял с лодка хора и провизии по море[5]

### Д
- Димитриос Ламбу, зограф от XIX век
- Димитриос Трупкос (Δημήτριος Τρούπκος), гръцки андартски деец, агент от трети ред[6]
- Димитриос Хадзистаматис, зограф от XIX век

### Е
- Евангелос Меркурис (Ευάγγελος Μερκούρης), гръцки андартски деец, агент от втори ред[7]

### З
- Зисис Папаконстантину, зограф от XIX век

### Й
- Йоан Кулакийски (неизвестна – 1776), светец, пострадал за Християнската вяра

### К
- Константинос Думблас (Κωνσταντίνος Δούμπλας), лекар и гръцки андартски деец, агент от първи ред, действал активно в Ениджевардарско[8]
- Константинос Зосимас, зограф от XIX век
- Константинос Ламбу, зограф от XIX век
- Константинос Маргаритопулос (Κωνσταντίνος Μαργαριτόπουλος), гръцки андартски деец, четник при Телос Аграс между 1906 и 1907 година[9]
- Костас Карамбукукис (1954 – ), гръцки художник

### Л
- Леонидас Вафидис (Λεωνίδας Βαφείδης), гръцки андартски деец, агент от втори ред[10]
- Леонидас Граматикис (Λεωνίδας Γραμματίκης), гръцки андартски деец, четник при Г.Петру, арестуван, но по-късно освободен, след това действа като четник в Ениджевардарско[11]

### М
- Маргаритис Ламбу, зограф от XIX век
- Михаил Папаконстантину, зограф от XIX век

### Н
- Николаос Константину, зограф от XIX век

### С
- Сотирис Зисис (1902 – 1989), гръцки художник
- Ставракис Маргаритис, зограф от XIX век
- Стерьос Цункас (Στέργιος Τσόγκας), гръцки андартски деец, агент от трети ред, превозвал материали с лодка в Урумлъка[12]
- Стефанос Лилиопулос (Στέφανος Λιλιόπουλος), гръцки андартски деец, агент от трети ред[13]

### Т
- Теохарис Цьокас (р. 1955), гръцки политик

### Ф
- Фотиос Терзис (Φώτιος Τερζής), гръцки андартски деец, четник[14]